# Los Crankers
Los Crankers es una banda de rock colombiana formada en 2012 en Barranquilla, Colombia. La alineación de la banda incluye a todos sus fundadores: Jairo Macías (voz principal, guitarra), Emanuel Gamarra (guitarra, coros), Sebastián Gamarra (bajo) y Hans Gamarra (batería, coros).
El grupo se formó de la unión de varias bandas de la escena alternativa de la costa Caribe colombiana. Los Crankers han desarrollado un estilo que combina beats de batería y bajo con influencias del jungle drum y el rock progresivo, riffs de guitarras con distorsión fuzz, el desert rock californiano y sintetizadores del indie rock británico.

## Historia

### Formación y EP debut (2012–2014)
A principios del año 2012, después de una gira con su proyecto solista, Jairo Macías junto a Emanuel Gamarra y Hans Gamarra (que viajaron como músicos de tour), decidieron formar una nueva banda, que combinara sus preferencias por el rock de California, el stoner rock, el blues rock y bandas como Queens of the Stone Age, Foo Fighters, The Black Keys y británicas como Foals, Two Door Cinema Club, entre otras. A este nuevo proyecto se le llamaría The Crankers. Posteriormente ingresaron Raúl Avendaño como vocalista y Luis Altahona como bajista, de esta manera en marzo de 2012 queda conformada la primera alineación conocida de Los Crankers.
A principios de octubre de 2012, ingresó Andrés Gamarra en los teclados y comenzó la producción de su primer trabajo discográfico. En el año 2013, Luis Altahona y Andrés Gamarra abandonan el proyecto, lo que da pie para el ingreso del último miembro nuevo de la banda: Sebastián Gamarra como bajista. 
Los Crankers continuaron su proceso de producción y en julio de 2013 lanzaron el EP First Trip bajo la producción del guitarrista barranquillero Omar Sánchez (León Bruno, Sicotrópico) que cuenta con los sencillos "Insatiable", "LA Ride" y "Going Through the Night", mezclado por Jesús Ortega en Barranquilla y masterizado en Abbey Road Studios por Frank Arkwright en Londres, Inglaterra.
Con este trabajo comenzaron en octubre de 2014 su primera gira llamada First Tour, que los lleva a tocar en el Miche Rock Festival de 2014 y a viajar por primera vez por ciudades colombianas como Bogotá, Medellín y Cartagena. Álvaro González Villamarín, coordinador de Radiónica, en declaraciones entregadas al medio colombiano El Heraldo, afirmó: “A través de mi trabajo con Señal Radiónica he logrado conocer diferentes bandas independientes del Caribe, destaco a Los Zirumas, The Crankers, Los Zapata, The Jaars y El Otro Grupo”.

### Cranky(2016–2017)
Para el año 2016, bajo la dirección de Omar Sánchez y la colaboración como productor del baterista Jaime Alzate (Los de Adentro, Rocksito, Univesos, Zultán), lanzaron un nuevo EP llamado Cranky, que fue grabado en los estudios Afro Music en Barranquilla y cuenta también con la colaboración de Álvaro Blanquicett en mezcla. La estuvo a cargo de masterización de Sergio Carcassi. "The Escapist", "Jigsaw" y "High Tide" son los tres temas presentados en este trabajo discográfico, cuyo sencillo promocional fue "The Escapist", que “está fuertemente influenciado en una leyenda urbana, relacionada con el mago Houdini y su relato para escapar de la muerte y volver con su esposa”. Cranky tuvo apariciones en programas como Demo Estéreo de Radiónica.

### Room Sessions(2018)
En 2018 retornaron con una nueva alineación en la que Jairo volvió a ser el vocalista de la banda. La banda retomó su idioma natal y presentó un nuevo disco grabado en vivo.
A mediados del año 2018, se lanza Room Sessions nombrado en referencia al estudio donde fue grabado, bajo la producción de Luis Eugenio García y la invitación especial del tecladista barranquillero Juan Amín, compuesto con otras canciones de sus trabajos anteriores, en la voz de su nuevo vocalista. Temas como "The Escapist", "Going Through the Night" y "Red Fire Lady" fueron parte de esta selección. Emanuel Gamarra, en declaración a un medio colombiano, definió este disco como “la antesala” del nuevo álbum y comentó que marca un cambio importante en la historia musical de la banda.

### Ciudad Jardín(2019–presente)
En 2019 hacen el anuncio de su primer álbum de larga duración, llamado Ciudad Jardín en honor al barrio donde fue creada la banda y la portada del primer sencillo que se desprende de este.
Este álbum se realizó bajo la producción de Pablo Toro (Old Wives' Tale, The Monas, Viernes Verde, Mickey Ferrer) en Barranquilla, la mezcla estuvo a cargo del ingeniero de sonido Carlos "El Loco" Bedoya (Missy Elliott. Whitney Houston. Mick Jagger, Weezer) en Miami, Florida y la masterización fue realizada por Reuben Cohen (Queens of the Stone Age, Pharrell Williams, Bruno Mars) de Lurssen Mastering en Burbank, California. La banda se presentó por segunda vez consecutiva en "Baila la Calle", un evento oficial del Carnaval de Barranquilla.
En junio de 2019 lanzan el primer sencillo de Ciudad Jardín llamado "Selva", una canción de cuatro minutos que evoca el estado de las personas al caer la noche y luego de “Arduas horas laborales”, con el que incursionan por primera vez en español, algo que fue bien recibido por la crítica.
Lanzan Ciudad Jardín en mayo de 2020, con el cual le rinden tributo al barrio de la capital del Atlántico en donde tuvieron origen. El trabajo discográfico incluye 8 temas musicales entre los que se encuentran los sencillos ‘Selva’, ‘Controlar No Amar’ y ‘A Ciegas’, la portada del álbum fue elaborada por el ilustrador barranquillero Matt Ozorio (Eniat), quien trabajó anteriormente en las portadas de los sencillos mencionados.

## Miembros
- Jairo Macías: voz principal, guitarra eléctrica.
- Emanuel Gamarra: guitarra líder, voz.
- Sebastián Gamarra: bajo.
- Hans Gamarra: batería, voz.

## Discografía
- 2013: First Trip - EP
- 2016: Cranky - EP
- 2018: Room Sessions - EP
- 2019: Selva - Single
- 2019: Controlar No Amar - Single
- 2019: A Ciegas - Single
- 2020: Ciudad Jardín - Álbum